# Onokiwzi
Onokiwzi (ukrainisch Оноківці; russisch Оноковцы Onokowzy, slowakisch Onokovce, ungarisch Felsődomonya) ist ein Dorf im Westen der ukrainischen Oblast Transkarpatien mit etwa 2200 Einwohnern (2001).

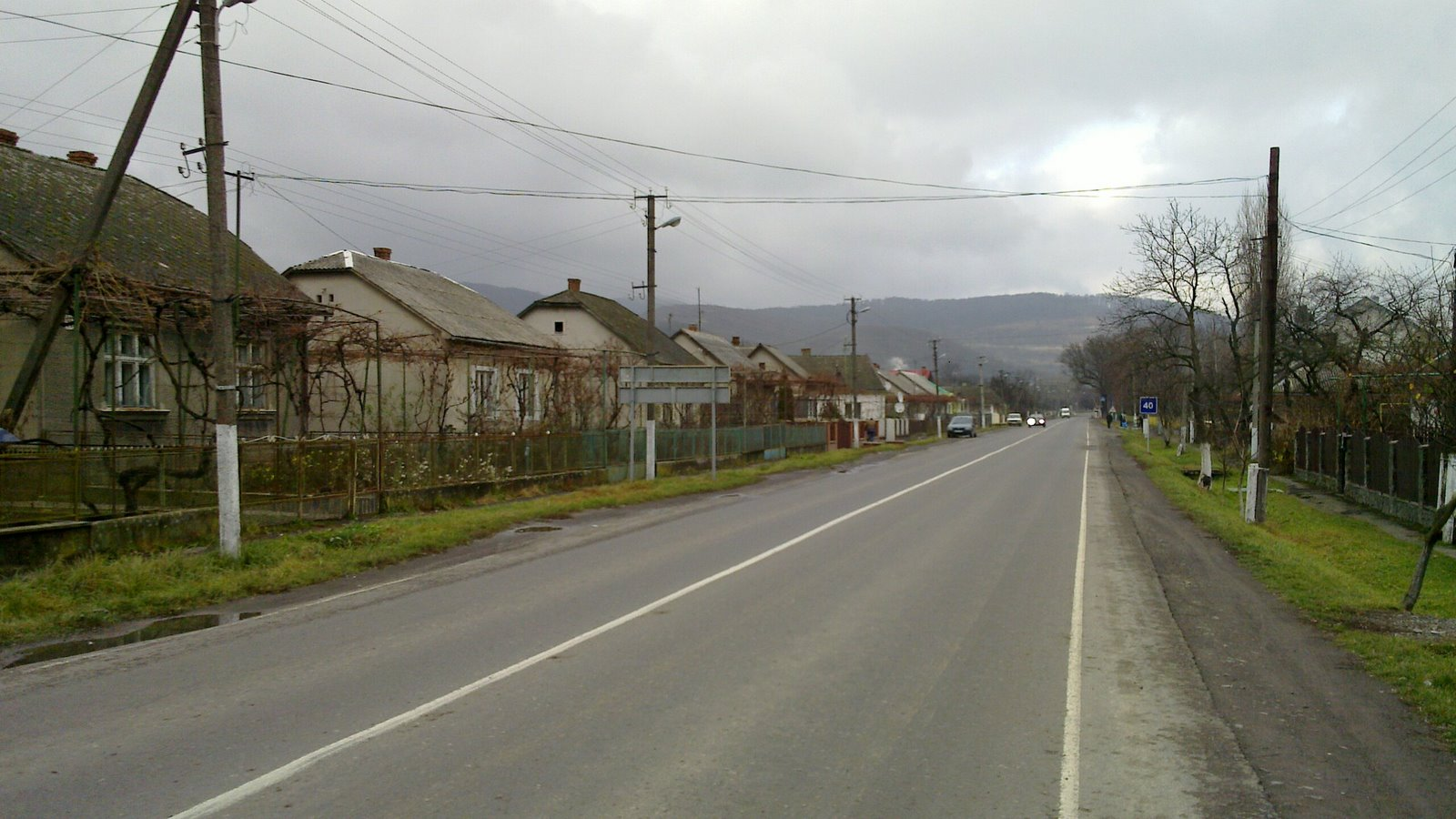
Straße im Dorf

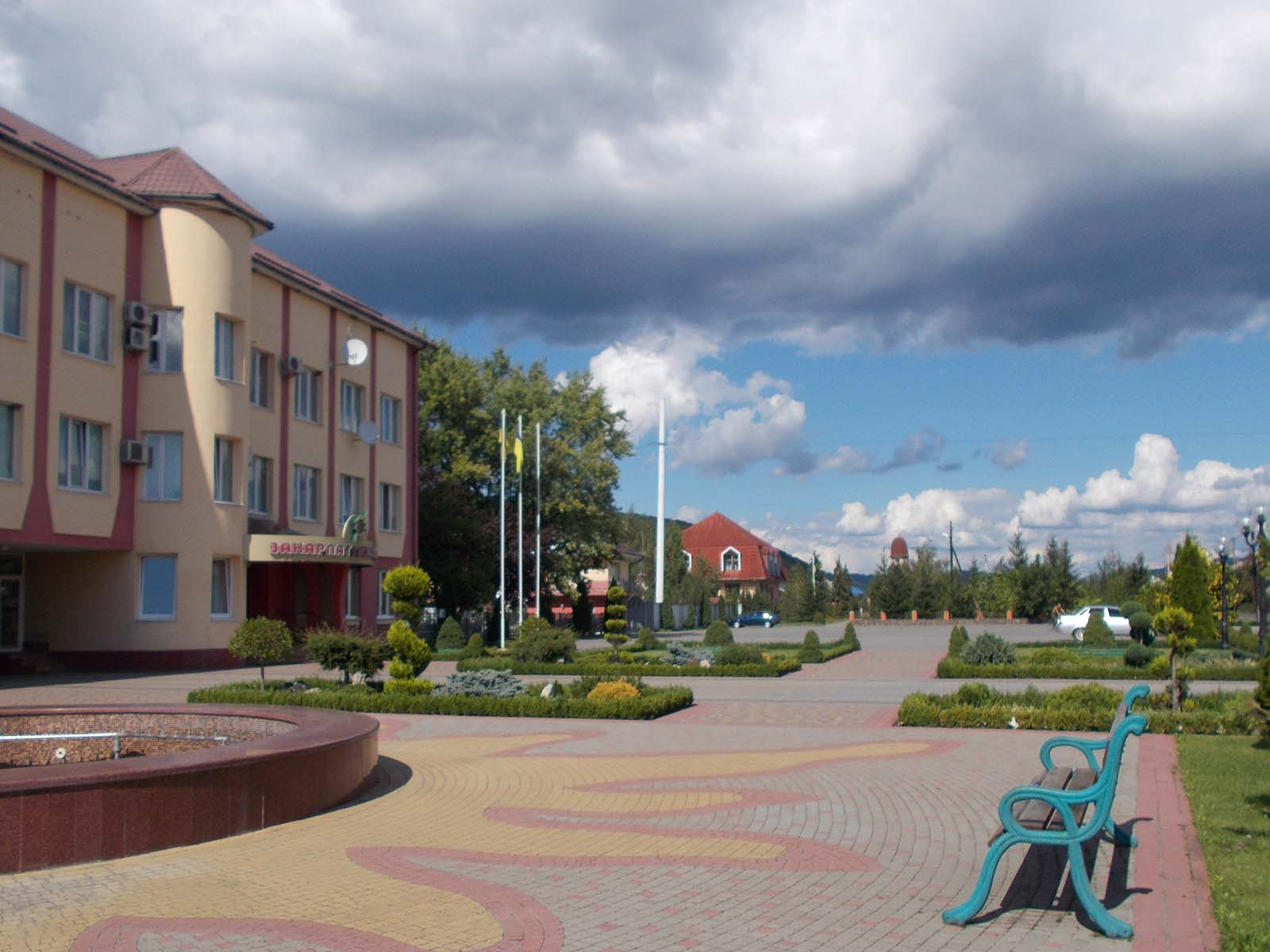
Platz vor dem Sitz des örtlichen Energie-Unternehmens

Das erstmals 1412 schriftlich erwähnte Dorf liegt am Ufer der Usch, einem 133 km langen Nebenfluss des Laborec, 7 km nordöstlich vom Rajon- und Oblastzentrum Uschhorod. Durch das Dorf verläuft die Fernstraße N 13 und die Bahnstrecke Lwiw–Sambir–Tschop.
Im Dorf befindet sich der Sitz des Energie-Unternehmens PrAT "Sakarpattjaoblenerho" (ПрАТ "Закарпаттяобленерго").
Am 12. Juni 2020 wurde das Dorf zusammen mit 4 umliegenden Dörfern zum Zentrum der neu gegründeten Landgemeinde Onokiwzi (Оноківська сільська громада/Onokiwska silska hromada) im Rajon Uschhorod. Bis dahin bildete es zusammen mit dem Dorf Orichowyzja die Landratsgemeinde Onokiwzi (Оноківська сільська рада/Onokiwska silska rada).
Folgende Orte sind neben dem Hauptort Onokiwzi Teil der Gemeinde:
| Name                     | Name       | Name                   | Name                                | Name      | Name    |
| ukrainisch transkribiert | ukrainisch | russisch               | slowakisch                          | ungarisch | deutsch |
| ------------------------ | ---------- | ---------------------- | ----------------------------------- | --------- | ------- |
| Huta                     | Гута       | Гута (Guta)            | Huta                                | Unghuta   | -       |
| Kamjanyzja               | Кам'яниця  | Каменица (Kameniza)    | Kamenica nad Uhom, Stredná Kamenica | Ókemence  | -       |
| Newyzke                  | Невицьке   | Невицкое (Newizkoje)   | Nevické                             | Nevicke   | -       |
| Orichowyzja              | Оріховиця  | Ореховица (Orechowiza) | Orechovice, Orichovica              | Rahonca   | -       |

## Söhne und Töchter der Ortschaft
- Annamari Dantscha (* 26. März 1990), Snowboarderin